# Gentiana phyllocalyx
Gentiana phyllocalyx är en gentianaväxtart som beskrevs av Charles Baron Clarke. Gentiana phyllocalyx ingår i släktet gentianor, och familjen gentianaväxter. Inga underarter finns listade i Catalogue of Life.